# Veronica Roth
Pour les articles homonymes, voir Roth.
Œuvres principales
- Divergente (2011)
- Série Marquer les ombres

Veronica Anne Roth est née le 19 août 1988 à New York. Ses parents se sont séparés quand elle avait cinq ans. C'est une écrivaine américaine diplômée de l'Université Northwestern, en écriture créative. Elle est principalement connue pour sa trilogie Divergente (Divergence au Québec). Son premier livre, Divergente, tout comme son deuxième, Divergente 2 (Insurgent en anglais), ont été sélectionnés par The New York Times dans sa liste des best-sellers. Elle est également récipiendaire des Goodreads 2011 Choice Awards. Les droits filmiques de Divergent ont été vendus en avril 2012 et le film est sorti le 21 mars 2014 en Amérique du Nord.

## Biographie
Veronica Roth est surtout connue pour sa trilogie Divergente. Elle en a écrit le premier tome lors des vacances d’hiver alors qu’elle était en dernière année à l’Université du Nord Ouest. Cet ouvrage a connu un succès immédiat, les droits de publication ayant été vendus en 2010 avant la fin de ses études universitaires. Les droits d’adaptation ont quant à eux été vendus en mars 2011 avant la parution du roman en avril 2011. Les deux premiers romans ont été vendus à plus de cinq millions d’exemplaires dans le monde avant la sortie du premier film. Cette même année, elle s'est mariée avec le photographe Nelson Fitch.
Veronica Roth a vendu les droits d'adaptation de la série Divergente à Summit Entertainment. Le tournage du premier film a commencé en avril 2013 et il est sorti en mars 2015. Le 11 avril 2014, Summit Entertainment a annoncé que le troisième livre serait divisé en deux films. La première partie est sortie le 18 mars 2016 et la deuxième partie devait sortie en mars 2017. La sortie au cinéma de cette deuxième partie devait être finalement remplacée par une diffusion télévisée et une spin-off mais ces dernières ont également été annulées.
Elle a écrit quatre nouvelles du point de vue de Tobias Eaton, un des personnages de Divergente. Ces nouvelles sont regroupées dans l’ouvrage Divergente raconté par Quatre.
L’éditeur HarperCollins a annoncé un contrat de deux livres avec Veronica Roth, pour la publication de deux romans de jeunes adultes. Le premier livre, Marquer les ombres (Carve the Mark), a été publié le 2017. Sa suite a été publiée en 2018.

## Œuvres

### UniversDivergente

#### Trilogie
1. Divergent, Nathan, 2011 ((en) Divergent, 2011)Réédité en 2012 par le même éditeur sous le titre Divergente
2. Divergente 2, Nathan, 2012 ((en) Insurgent, 2012)
3. Divergente 3, Nathan, 2014 ((en) Allegiant, 2013)

#### Autres
- (en) The World of Divergent: The Path to Allegiant, 2013
- Divergente raconté par Quatre, Nathan, 2015 ((en) Four: A Divergent Collection, 2014)Recueil de nouvelles antérieures à la trilogie
- (en) We Can be Mended, 2017

### SérieShards and Ashes anthology
- (en) Hearken, 2013Histoire courte
- (en) Ark, 2019Collection Forward Kindle d'Amazon

### SérieMarquer les ombres
1. Marquer les ombres, Nathan, 2017 ((en) Carve the Mark, 2017)
2. Marquer les ombres - 2, Nathan, 2018 ((en) The Fates Divide, 2018)

### SérieLes Élus
1. Les Élus, Michel Lafon, 2020 ((en) Chosen Ones, 2020)

### Romans indépendants
- Poster Girl, Michel Lafon, 2022 ((en) Poster Girl, 2022)
- (en) Arch-Conspirator, 2023
- (en) When Among Crows, 2024

### Recueils de nouvelles indépendants
- La Fin et autres commencements, Nathan, 2020 ((en) The End and Other Beginnings, 2019)

## Distinctions
- Goodreads Choice Awards 2011 : 
  - Meilleur livre (favori de tous les temps) pour Divergent,
  - Meilleur fantastique jeune adulte (et science-fiction) pour Divergent,
- Goodreads Choice Awards 2012 :
  - Meilleur fantastique jeune adulte (et science-fiction) pour Divergente 2,
  - Meilleur auteur pour Veronica Roth
- Goodreads Choice Awards 2013 :
  - Meilleur fantastique jeune adulte (et science-fiction) pour Divergente 3.